# Bataille de Landskrona
Guerre de Scanie
Batailles
- Fehrbellin
- Jasmund
- Öland
- Halmstad
- Lund
- Fehmarn
- Malmö
- Køge
- Landskrona
- Marstrand
- Uddevalla
- Warksow
- Stralsund

La bataille de Landskrona fut livrée le 24 juillet 1677 pendant la guerre de Scanie, près de la ville de Landskrona. Elle opposa l'armée danoise à son homologue suédoise et se termina par la victoire des Suédois.

## La bataille

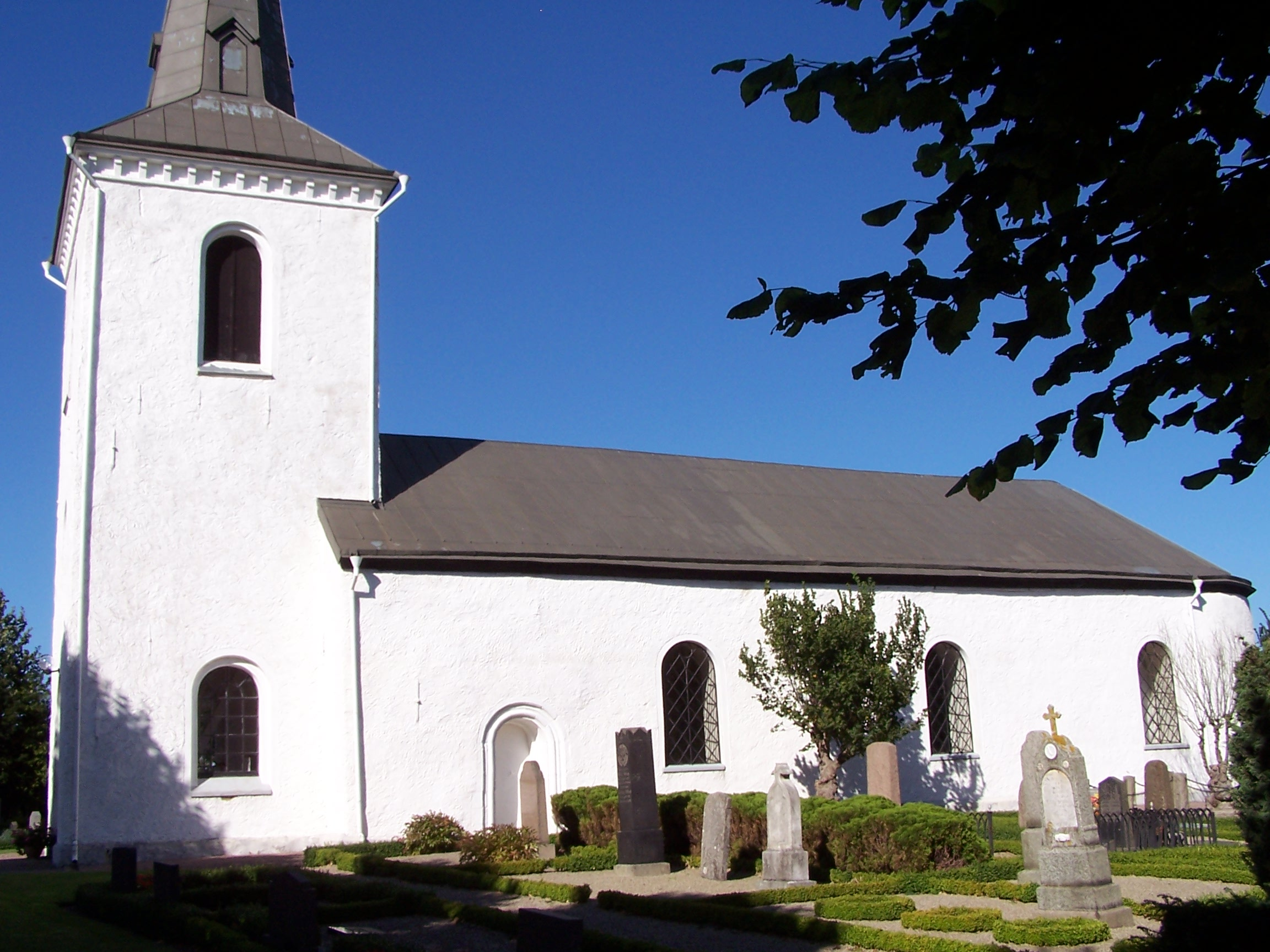
Église de Tirup - automne 2005

L'armée suédoise s'est lancée à la poursuite de l'armée danoise affaiblie à la suite de l'attaque manquée sur Malmö et qui campe désormais sur les collines à l'ouest de Landskrona en attendant des renforts. À l'aube, les Suédois marchent sur le campement danois mais le trouvent vide. En effet, les Danois se sont retranchés derrière un mur de terre dans l'intention de tendre une embuscade aux Suédois dans la lande mais leur position est repérée et le roi Christian V, contre l'avis de ses généraux, décide de quitter sa position et d'attaquer les Suédois. Le roi Charles XI, à la tête de l'aile droite suédoise, est presque fait prisonnier mais est secouru par la cavalerie de la Garde royale et, en moins d'une heure, l'aile gauche danoise est mise en déroute. 
Pendant ce temps, l'aile droite danoise a débordé le flanc gauche suédois et le feld-marshal suédois Simon Grundel-Helmfelt est tué. Les Suédois sont dispersés mais, avec le soutien de 4 000 paysans du Småland, arrivent à se réorganiser. Tandis que le flanc droit suédois attaque le centre de l'armée danoise et l'enfonce, l'aile droite danoise est incapable de faire de même. Les troupes danoises vaincues quittent le champ de bataille en fin d'après-midi. 
Malgré cette victoire, les Suédois n'ont pas une armée suffisante pour s'emparer de Landskrona. Après quelques escarmouches, les deux armées prennent leurs quartiers d'hiver sans qu'aucun avantage définitif n'ait été pris. 